# Сріблодзьоб чорногузий
Сріблодзьоб чорногузий (Euodice cantans) — вид горобцеподібних птахів родини астрильдових (Estrildidae). Поширений в Африці.

## Поширення
Вид поширений у величезному ареалі, який включає весь Сахель від Сенегалу та Мавританії до суданського та єгипетського узбережжя Червоного моря, ідучи на південь через весь Африканський Ріг і в прибережну смугу Східної Африки, аж до центральної Танзанії. Він також присутній уздовж південної прибережної смуги Аравійського півострова та в Хадрамауті.
Цей вид мешкає в сухих і напівпустельних районах з більш-менш щільним трав'яним покривом і наявністю розрізнених дерев або кущів: тому він зустрічається в районах саван і прерій, хоча зазвичай уникає переважно скелястих і гірських районів, хоча поодинокі екземпляри можна зустріти на висоті до 2000 м.

## Підвиди
Виділяють два підвиди:
- E. c. cantans (Gmelin, JF, 1789) — Мавританія, Сенегал і Гамбія до Південного Судану;
- E. c. orientalis (Lorenz von Liburnau, L & Hellmayr, 1901) — південь Аравійського півострова, східний Судан до Сомалі та південь до Танзанії.

## Опис
Сріблодзьоб чорногузий має довжину приблизно 10 см, включаючи довгий загострений хвіст. Має грубий конічний блакитно-сірий дзьоб. Дорослі особини мають дрібно смугасту світло-коричневу верхню частину тіла, білувату нижню частину тіла, тоді як пір'я на крупі, хвості та криючі чорні. Підвид E. c. orientalis має темніше обличчя та верхню частину тіла.